# Saab 95
El Saab 95 es un automóvil familiar de dos puertas y siete plazas que fue producido por el fabricante sueco Saab desde 1959 hasta 1978. En origen estaba basado en el Saab 93 sedán, pero el desarrollo del modelo siguió de cerca al del Saab 96 después de que el 93 se retirara del mercado en 1960. Se introdujo en 1959, pero debido a que solo se fabricaron 40 unidades en 1959, a menudo se dice que la producción comenzó en 1960.

## Historia
El Saab 95 disponía inicialmente de un motor de dos tiempos de tres cilindros y 841 cc, pero desde 1967 en adelante, estuvo disponible con el mismo motor de cuatro tiempos del Ford Taunus V4, utilizado en el Saab 96, en los Saab Sonett V4 y Sonett III y en el Ford Taunus alemán. Tenía un atransmisión manual de cuatro velocidades. Disponía de una pequeña palanca junto a los pies, que cuando se empujaba ponía el auto en modo "piñón libre". Esto permitía que el conductor se deslizara cuesta abajo sin agarrotar el motor de dos tiempos, pero cuando se necesitaba potencia, la transmisión se activaba y el conductor podía impulsar el automóvil cuesta arriba nuevamente. Como el 95 recibió la caja de cambios de cuatro velocidades antes que el 96 (que todavía tenía la antigua unidad de tres velocidades), también se usó para rally.
En los EE. UU., el Saab 95 recibió el V4 de 1.7 litros más grande para el modelo del año 1971, como respuesta a las regulaciones de emisiones más estrictas. La relación de compresión se redujo a 8.0:1, lo que significaba que la potencia se mantuvo en 73 HP (54,4 kW). El Saab 95/96 permaneció a la venta en los Estados Unidos hasta 1973.
En el modelo de 1976 se eliminó el asiento plegable orientado hacia atrás (lo que le daba siete plazas de capacidad), lo que convirtió al automóvil en un cinco plazas normal. La producción terminó en 1978 (año en el que solo se construyeron 470 unidades). Se hicieron un total de 110,527.
Para ciertos mercados (como Noruega o Dinamarca) estaba disponible una versión furgoneta de exportación especial sin asiento trasero y sin ventanas laterales traseras. Tanto empresas comerciales como propietarios particulares realizaron conversiones del Saab 95 al estilo pickup cupé.
|  |  |  |